# Haimonskinder

Die Heymonskinder auf Bayard, Schlussstein in der Vierung der nach dem stärksten Sohn Reinhold benannten Reinoldikirche in Dortmund

Die Haimonskinder (auch: Heymonskinder) sind die namensgebenden Protagonisten einer ritterlichen Heldenerzählung aus dem karolingischen Sagenkreis. Sie sind die vier Söhne des Grafen Haimon (Aymon) von Dordogne (Dendermonde) und seiner Frau Aja (manchmal auch Vorsie, Schwester Karls des Großen). Ihre Namen sind Adelhard (Allard, Adelaert), Ritsart (Richard, Risaert), Witsard (Guichard, Writsaert) und Reinoldus (Reinhold, Renaut, Renaud, Reinhout) von Montalban (de Montauban).

## Die Geschichte der Sage
Es ist eine wirkungsmächtige Erzählung von den Abenteuern der vier Haimonskinder aus dem Bereich der Geschichten um Karl den Großen. Die Erzählung hat internationale Verbreitung gefunden, bei der Texte aus Frankreich, den Niederlanden, England, Skandinavien, Italien, Spanien, Flandern und Portugal in vielen Varianten und Sprachen entstanden, und die den jeweiligen Umständen, besonders auch in der Renaissance bis weit in das 19. Jahrhundert, angepasst wurden.
Zu Beginn dieser lange überlieferten Tradition steht der altfranzösische Versroman (Heldenlied) Renaud de Montauban (deutsch Reinhold von Montalban) aus dem späten 12. Jahrhundert bzw. einer der wenigen identifizierten französischen Chanson de geste (La Chanson de Quatre Fils Aymons; im 15. Jahrhundert entstanden Prosafassungen; erste französische Drucke: Lyon um 1480; Paris 1506). Geschildert wird mit epischen Motiven des Mittelalters eine Auseinandersetzung zwischen dem Kaiser und seinem Vasallen, der Widerstand mächtiger Adelsgeschlechter des Karolingerreiches – hier Haimon von Dordogne und seiner Familie, die dem König Karl Vasallentreue geschworen haben – gegen die Zentralisierungsbestrebungen Karls des Großen, der die karolingische Reichsbildung im 8. Jahrhundert initiierte, und sein Herrschergeschlecht.
Die Königstreue kollidiert mit den Familieninteressen: Haimon nahm Karls Schwester zur Frau und leistete einen feierlichen Eid, die Kinder, die aus dieser Verbindung entstehen, zu töten. Und so wird die Geburt der vier Söhne verheimlicht. Damit gehört das ursprüngliche Buch zur Gruppe der „Empörer-Gesten“ des Karlskreises (Isenhart, Raoul de Cambrai, Goromont u. a.), in denen Verräter und Aufrührer gegen Karl den Großen stehen, aber schließlich ihr Unrecht einsehen müssen. Jahrelange Kämpfe um Ehre und Rache, brutale Waffengewalt und Gegengewalt sowie Wirren zwischen Karl und Haimon, seinem Erzfeind, und weiteren Personen weiten sich immer mehr aus. Das Buch ist somit ebenfalls implizit von den Bestrebungen um eine Renovierung und Stärkung der französischen Monarchie unter den frühen Kapetingern, insbesondere Philipp II. Augustus (1180–1223), gegen den um Vorrang kämpfenden Adel geprägt.

## Inhalt
Im Mittelpunkt dieser Heldendichtung stehen die vier Söhne des Vasallen, die Haimonskinder, und ihr Schicksal. Sie setzen mit extremen Mitteln das Fortbestehen des ganzen Landes aufs Spiel. Die Spirale der Gewalt dreht sich immer schneller und in größer ziehenden Kreisen. Unterstützung erfahren sie von ihrem magiekundigen Vetter Malegys (französisch Maugis), der sie aus aussichtslosen Lagen retten kann.
Das Wunderross der Haimonskinder, Bayard, ist ungewöhnlich groß, kann übernatürliche Anstrengungen aushalten, verfügt über außergewöhnliche Kräfte und Ausdauer, und durch seine enorme Schnelligkeit ist es immer wieder in der Lage, in Kämpfen die praktische Unterlegenheit der Haimon-Söhne auszugleichen. Der Sohn Reinhold, der kräftigste der vier Brüder, hat dieses Ross nach langem Kampf gebändigt. Bayard ist seinem Herrn daraufhin bis zur Selbstaufgabe ergeben. In einigen Abwandlungen der Sage verfügt es auch über magische Kräfte und kann sich auf die je nach Situation erforderliche Länge strecken.
Als die vier Söhne am Hofe Karls des Großen zu einem Fest geladen sind, schlägt Reinhold seinem Vetter Ludwig, dem Kaisersohn, das Haupt ab. Im anschließenden Kampf mit den Gefolgsleuten Karls des Großen unterlegen, fliehen die vier Brüder auf Bayard zum Sitz ihrer Eltern, Schloss Montelbaen (Montauban). Auch mit den vier erwachsenen Brüdern auf dem Rücken ist das Ross nicht einzuholen, und es rettet ihnen wiederholt das Leben auf ihren Fluchten und in Schlachten. Ihr Vater ist inzwischen von König Karl gefangen genommen worden und soll nur dann freikommen, wenn das Wunderpferd Bayard stirbt.
Obwohl König Karl im Unrecht ist und unangemessen reagiert, liegt das Recht der Herrschergewalt bei ihm. Er behält zuletzt die Oberhand über die Söhne. Ihr Pferd wird ertränkt. An der Mündung von Dender und Schelde oder an der Maas wird es mit einem umgehängten Mühlstein ins Wasser gestürzt, doch das Pferd kann sich von seiner Last befreien und schwimmt ans Ufer. Als man es erneut ins Wasser treibt und Reinhold sich von ihm abwendet, ertrinkt es aus Kummer über die verlorene Zuwendung seines Herren. Reinhold entsagt den Vorzügen eines Adelsstandes. Er pilgert als Büßer zusammen mit seinem Onkel in das Heilige Land als miles christianus zur Bekämpfung der Heiden und wirkt als gewöhnlicher Arbeiter an der Errichtung des Kölner Doms mit. Am Ende erschlagen ihn dort missgünstig gesinnte Bauleute. Noch nach dem Tod bewirkt er vielfältige Wunder, u. a. bei der Überführung seiner Leiche nach Dortmund. Später wird er heiliggesprochen.

## Wirkungsgeschichte

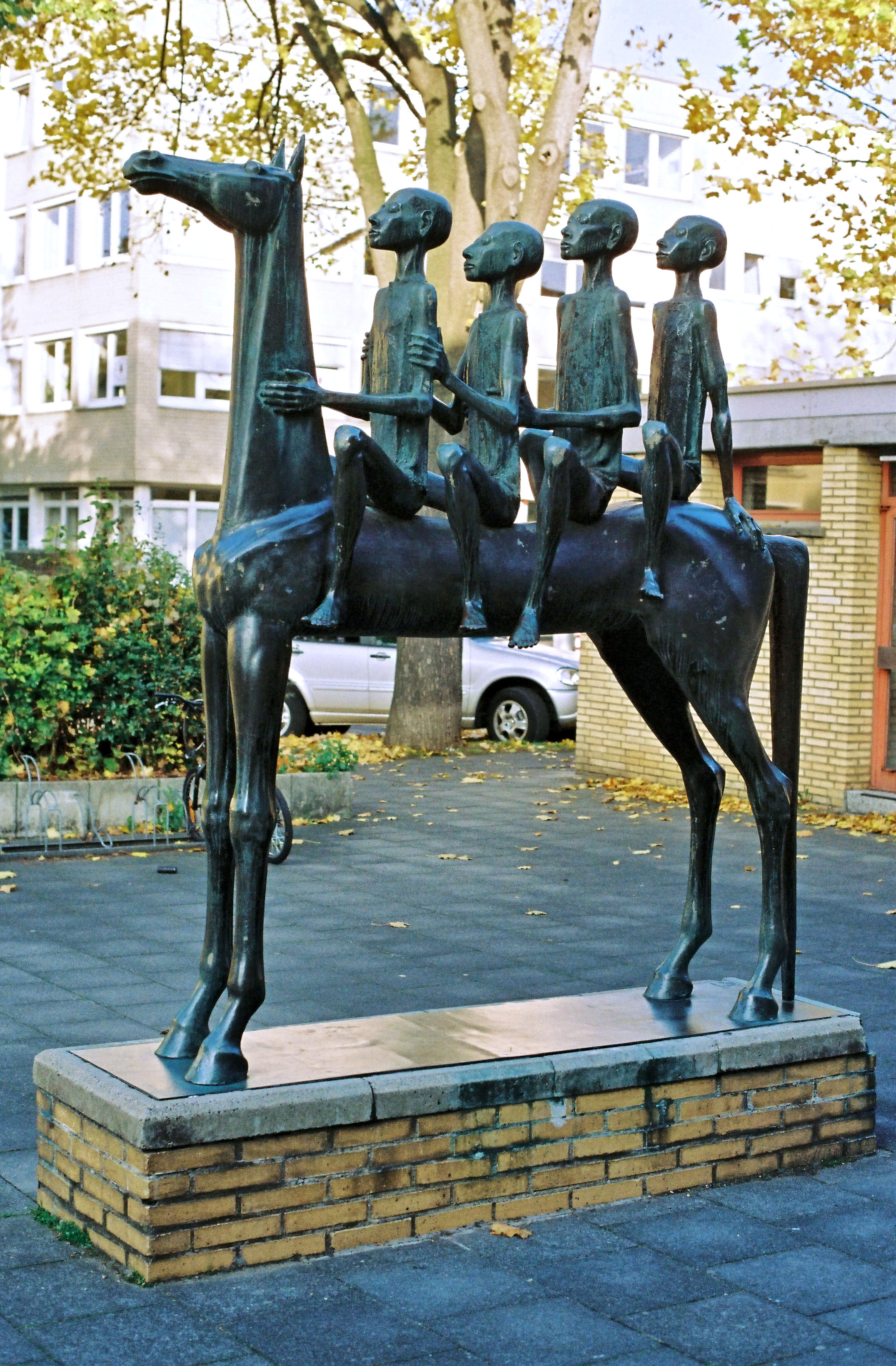
Die vier Haimonskinder (1969) – Bronzeplastik von Heinz Klein-Arendt (vor der Schule Geilenkircher Straße in Köln-Braunsfeld)

Zu den zahlreichen erfolgreichen Versionen dieses Themas ist auch eine mittelniederdeutsche Prosa-Übertragung von 1474 zu zählen, als man sich für die Sage des 12. Jahrhunderts interessierte. Aber das Interesse hielt noch lange an. Johann Wolfgang von Goethe nannte seine Mutter neckisch „Frau Aja“ und „Aja“, so heißt in einem damals beliebten sogenannten „Volksbuch“ auch die Mutter der vier Haimonskinder, welche die Schwester Karls des Großen ist und die ihre Söhne mutig vor der Rache des Vaters bewahrte. In dieser Zeit erfreuten sich in West- und Mitteleuropa verschiedene Fassungen der Haimonskinder großer Beliebtheit.
Auch heute nehmen sich noch Autoren/Künstler des Stoffes an: De vier Heemskinderen des belgischen Choreographen Maurice Béjart zählt zu den letzten Bearbeitungen. In einem Umzug, in dem ein beinahe fünf Meter großes Riesenpferd aus Flechtwerk von zwölf Männern durch die Straßen von Dendermonde getragen wird, wird seit 1461 an die Sage vom Riesenpferd Bayard und an die vier Haimonskinder erinnert. Dieses Privileg fällt nur Dendermonder Brüdern zu, deren Eltern auch waschechte Dendermonder sind, und dies ist Bedingung für die Auswahl der am Ros Beiaardommegang teilnehmenden Haimonskinder.
Vor der Schule Geilenkircher Straße in Köln-Braunsfeld erinnert seit 1969 die Bronzeplastik Die vier Haimonskinder des Bildhauers Heinz Klein-Arendt an die Sage. Die Plastik zeigt die vier Haimonskinder auf ihrem Wunderross Bayard.
Pieter Jansz Saenredam, niederländischer Maler des 17. Jahrhunderts, malte 1644 eine Innendarstellung der Kirche von Utrecht, in der die Haimonskinder von einem Jungen an eine Säule gezeichnet werden.

## Liste deutscher Editionen, Bearbeitungen und Neuschöpfungen
- Auguste Lechner: Der Reiter auf dem schwarzen Hengst. Tyrolia GmbH, Innsbruck 1969.
- Ludwig Bechstein: Die Haimons-Kinder: ein Gedicht aus dem Sagenkreise Karls des Großen in vier Sängen. Leipzig 1830.
- Deutsche Volksbücher: ausgew. und eingel. von Peter Suchsland. Textrevision von Eva Weber. 3 Bde. Berlin 1968. (Bibliothek deutscher Klassiker.) Bd. 3: Historia von Doktor Johann Fausten. Histori von den vier Heymonskindern. S. 123–323.
- Helene Pagés (Hrsg.): Die deutschen Volksbücher: die vier Heimonskinder. Essen 1918. (Deutsches Gut, Bd. 22.)
- Joseph von Eichendorff: Die Heymonskinder. 1832 In: Joseph von Eichendorff: Sämtliche Werke. Bd. 1: Tafellieder. Nr. 5. Leipzig 1864, S. 333–334. zit. nach: Joseph von Eichendorff: Werke in sechs Bänden. Hrsg. von Wolfgang Frühwald, Brigitte Schillbach, Hartwig Schultz. Bd. 1: Gedichte, Versepen. Frankfurt a. M. 1987. (Bibliothek deutscher Klassiker, Bd. 21.) S. 259–260.
- Albert Bachmann (Hrsg.): Die Haimonskinder. In deutscher Übersetzung des 16. Jahrhunderts. Litterarischer Verein in Stuttgart, Tübingen 1895 (Bibliothek des Litterarischen Vereins in Stuttgart 206).
- Ferdinand Frank: Deutsche Volksbücher. 2 Bde. Wien 1896–1898. (Jessen’s Volks- und Jugendbibliothek, Bd. 109, 117.) Bd. 2: Haimonskinder. Herzog Ernst.
- Ferdinand Frank: Die vier Haimonskinder. Wien 1921. (Leseschatz für die deutsche Jugend, Bd. 13.)
- Lise Gast [d. i. Elisabeth Richter]: Die Haimonskinder. Stuttgart 1950.
- Geschichte der vier Heymonskinder: insbesondere des heiligen Reinold, Beschützer der Stadt Dortmund. Nach alten glaubhaften Geschichtsbüchern getreulich mitgetheilt. Frankfurt um 1850.
- Die Geschichte von den vier Heymonskindern. Bearb. von Gangolf G. Wienert. Ravensburg 1986. (Ein deutsches Volksbuch.)
- Joseph Alois Gleich: Die vier Heymonskinder: ein komisches Volksmhärchen mit Gesang in vier Aufzügen. Die Musik ist von Kapellmeister Tuczek. Wien 1809.
- Höchst merkwürdige Geschichte von den vier Heimons-Kindern Adelhart, Richart, Wichart und Reinold mit ihrem unbändigen Rosse Bajart, was sie für wundersame Heldenthaten gegen die Heiden zu Zeiten des deutschen Kaisers Karl des Großen verrichtet haben. Aufs neue dem Volk erzählt. Altötting um 1865.
- Gotthold Oswald Marbach: Volksbücher. Bd. 9–10: Geschichte von den vier Heymonskindern. Geschichte vom gehörnten Siegfried. Leipzig 1838.
- Wilhelm Raible: Die Heimonskinder. Reutlingen 1870.
- Heinrich August Ottokar Reichard: Geschichte der vier Söhne Herzog Aymon's. Berlin 1780–1781. (Bibliothek der Romane, Bd. 6–7.) Bd. 6, S. 7–46; Bd. 7, S. 7–36.
- Pascal Reigniez:  Cubzac et le château des Quatre Fils Aymon - Ethno-histoire d'un habitat en basse vallée de la Dordogne -(en français). Les Indes Savantes, Paris 2009.
- Arno Reißenweber: Die Haimonskinder. In: Arno Reißenweber: Ausgewählte Rittersagen. (Keysers Sagenbände, Bd. 3.) Heidelberg 1953, S. 116–134.
- Severin Rüttgers (Hrsg.): Eine schöne und lustige Geschichte von den vier Haimonskindern und ihrem Roß Baiart, was sie für ritterliche Taten zu Zeiten Karls des Großen begangen haben. Aus den deutschen Volksbüchern wiedererzählt von Gustav Schwab. Köln 1907. (Schaffsteins Volksbücher für die Jugend, Bd. 45.)
- Friedrich Schlegel: Sankt Reinold. 1807. In: Leo von Seckendorf (Hrsg.): Musenalmanach für das Jahr 1807. Regensburg 1807, S. 98–102.
- Gerhard Schneider, Erwin Arndt: Eine schöne und lustige Historie von den vier Heymonskindern und ihrem Roß Beyart : auch sind hier beigef. die Historien Hug Schapler, der gehörnte Siegfried, Fortunatus (4 deutsche Volksbücher). Neu ans Licht gezogen und in die Sprache des heutigen Tags umgesetzt. Bebildert von Gerhard Gossmann. Berlin DDR 1958, S. 49–224.
- Eine schöne Geschichte von den vier Heimonskindern, Adelhart, Richart, Wichart und Reinold, mit ihrem Roß Baiart, was sie für Heldenthaten gegen die Heiden, zu Zeiten Karls des Großen, des ersten deutschen Kaisers, begangen haben. Dem ist beigefügt: Das Leben des heiligen Reinold, was er für Wunderzeichen gethan hat. Frankfurt a. M. 1845. (Deutsche Volksbücher, Bd. 9.)
- Ottmar Schönhuth, Friedrich Heinrich: Historie von den vier Heymons-Kindern, gar lieblich und anmuthig zu lesen. Mit schönen Figuren geziert. Neu erzählt für Jung und Alt. Reutlingen 1848.
- Karl Simrock: Die deutschen Volksbücher : nach den ältesten Ausgaben hergestellt [in 58 Bdn]. Bd 9: Eine schöne Geschichte von den vier Heimonskindern mit ihrem Roß Baiart. Dem ist beigefügt: Das Leben des heil. Reinold. [Berlin, ab Bd. 6] Frankfurt a. M. 1845.
- Ludwig Tieck: Gedichte. Neue Ausgabe. Berlin 1841, S. 275: Haymonskinder.
- Ludwig Tieck: Die Geschichte von den Haimonskindern in zwanzig altfränkischen Bildern. 1796.
- Heinz Kindermann (Hrsg.): Volksbücher vom sterbenden Rittertum. (Deutsche Literatur. Reihe Volks- und Schwankbücher, Bd. 1.). Weimar/Leipzig 1928, S. 262–283, 286: Die Haimonskinder. (Reprint. Darmstadt 1974, ISBN 3-534-02904-6)
- Konrad Walther, Paul Lindner, Hans Erdmann: Die vier Heymonskinder. Die schöne Magelone. Fortunat und seine Söhne: für die Jugend bearb. Leipzig 1892.
- Franz Wiesenberger: Die vier Heymonskinder : eine alte Sage aus den deutschen Volksbüchern wiedererzählt von Gustav Schwab. Für die Jugend ausgew. Linz 1907. (Jugendschriften, Bd. 39–40.)
- Nach Karl Simrock ausgewählt und bearbeitet von Anne Geelhaar: „Die Haimonskinder“ in „Der gehörnte Siegfried und andere Volksbücher“ mit Illustrationen von Gerhard Gossmann. 1956 Der Kinderbuchverlag Berlin, 1. Auflage, Lizenz-Nr. 304-270/52/56-(20)DDR
- Ruth Westermann: Die Haimonskinder. In: Wolfgang Stammler (Hrsg.): Die deutsche Literatur des Mittelalters. Verfasserlexikon... Bd. 2, Leipzig 1936, Sp. 149–152.
- Robert Ruprecht: Die Haimonskinder. In: Deutsches Literatur-Lexikon : biographisch-bibliographisches Handbuch begr. von Wilhelm Kosch. 3. Auflage. Bd. 7, Bern/München 1979, Sp. 158–159.
- Bob Duijvestijn, W. Th.: Zur Quelle des frühneuhochdeutschen »Reinolt von Montelban« (cpg. 340) : eine Stellungnahme. In: Amsterdamer Beiträge zur älteren Germanistik. Amsterdam. 27 (1988) S. 103–110.
- Anne Amend: Haimonskinder. In: Harenbergs Lexikon der Weltliteratur. Bd. 2, Dortmund 1989, S. 1233.
- Bea Lundt: Die »Haimonskinder« in Dortmund : europäische Erzähltradition im regionalen Kontext. In: Vergessene Zeiten : Mittelalter im Ruhrgebiet. Bd. 2, Essen 1990, S. 177–183.
- Werner Wunderlich (Hrsg. und mit einem Nachwort versehen von): Die Haymonskinder. (Frühe Neuzeit 35) Berlin 1997 [Reprint 2013]

## Vertonungen
- Michael William Balfe: Die vier Haimonskinder. Komische Oper in drei Akten.(Libretto von Adolphe de Leuven).
- Johann Strauss: Die vier Haimonskinder. Quadrille über beliebte Motive aus der Oper „Die vier Haimonskinder“. (op. 69, Instrumentation: 1+1,1,2,1/2210 TIMP STR; String Count: 4.4.3.2.2)

## Forschungsliteratur
- Beate Weifenbach: 'Die Haimonskinder' in der Fassung der Aarauer Handschrift von 1531 und des Simmerner Drucks von 1535. Ein Beitrag zur Überlieferung französischer Erzählstoffe in der Literatur des Mittelalters und der frühen Neuzeit. Bd. 1: Einführung in die europäische Haimonskindertradition. Bd. 2: Nacherzählung (paraphrasierende Edition) mit Kommentar und Konkordanz zu allen (!) erhaltenen Textzeugen. (Dissertation FU Berlin 1992–97). Publikation der Diss. im Wissenschaftsverlag Peter Lang, Ffm u. a. 1999, ISBN 3-631-35873-3.
- Irene Spijker: Aymijns kinderen hoog te paard : een studie over Renout van Montalbaen en de franse Renaut-traditie. Verloren, Hilversum 1990, ISBN 90-6550-235-1.